# Grande aiguille
Pour les articles homonymes, voir Grande aiguille (homonymie).
La Grande aiguille est un sommet des Alpes valaisannes, en Suisse, situé dans le canton du Valais, qui culmine à 3 681 m d'altitude.
Située à l'ouest du Grand Combin, elle fait partie, avec notamment le Ritord, l'Épée, le Moine et la Petite aiguille, de la chaîne des Maisons Blanches qui domine le glacier de Corbassière au nord-est et le val d'Entremont et le village de Bourg-Saint-Pierre au sud-ouest.